# Melissa (Texas)
Melissa é uma cidade localizada no estado norte-americano do Texas, no Condado de Collin.

## Demografia
Segundo o censo norte-americano de 2000, a sua população era de 1350 habitantes.
Em 2006, foi estimada uma população de 3014, um aumento de 1664 (123.3%).

## Geografia
De acordo com o United States Census Bureau tem uma área de
11,9 km², dos quais 11,9 km² cobertos por terra e 0,0 km² cobertos por água.

## Localidades na vizinhança
O diagrama seguinte representa as localidades num raio de 16 km ao redor de Melissa.